# Campillos-Paravientos
Campillos-Paravientos ist eine zentralspanische Gemeinde (municipio) mit 110 Einwohnern (Stand: 2024) im Osten der Provinz Cuenca in der Autonomen Region Kastilien-La Mancha. 

## Lage und Klima
Campillos-Paravientos liegt auf der Westseite des Iberischen Gebirges in einer Höhe von ca. 1145 m. Die Provinzhauptstadt Cuenca befindet sich gut 57 Kilometer (Fahrtstrecke) westnordwestlich. Im Süden der Gemeinde befindet sich der Flugplatz Aerodromo de Campillos.
Das Klima im Winter ist gemäßigt, im Sommer dagegen warm bis heiß. Regen (514 mm/Jahr) fällt das ganze Jahr über.

## Bevölkerungsentwicklung
| Jahr      | 1970 | 1981 | 1991 | 2001 | 2011 | 2021 |
| Einwohner | 273  | 196  | 161  | 136  | 124  | 103  |

## Sehenswürdigkeiten

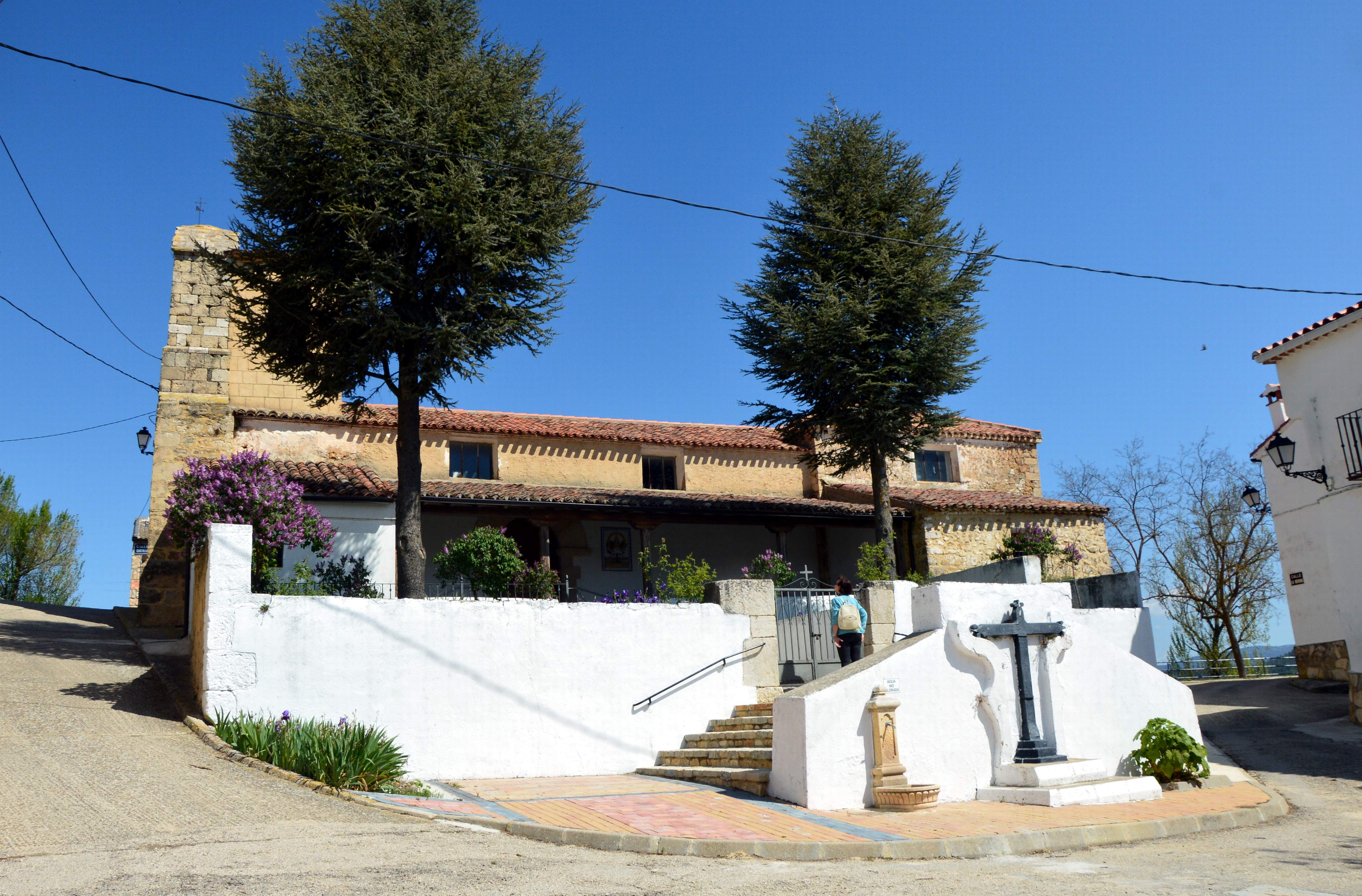
Kirche Mariä Geburt
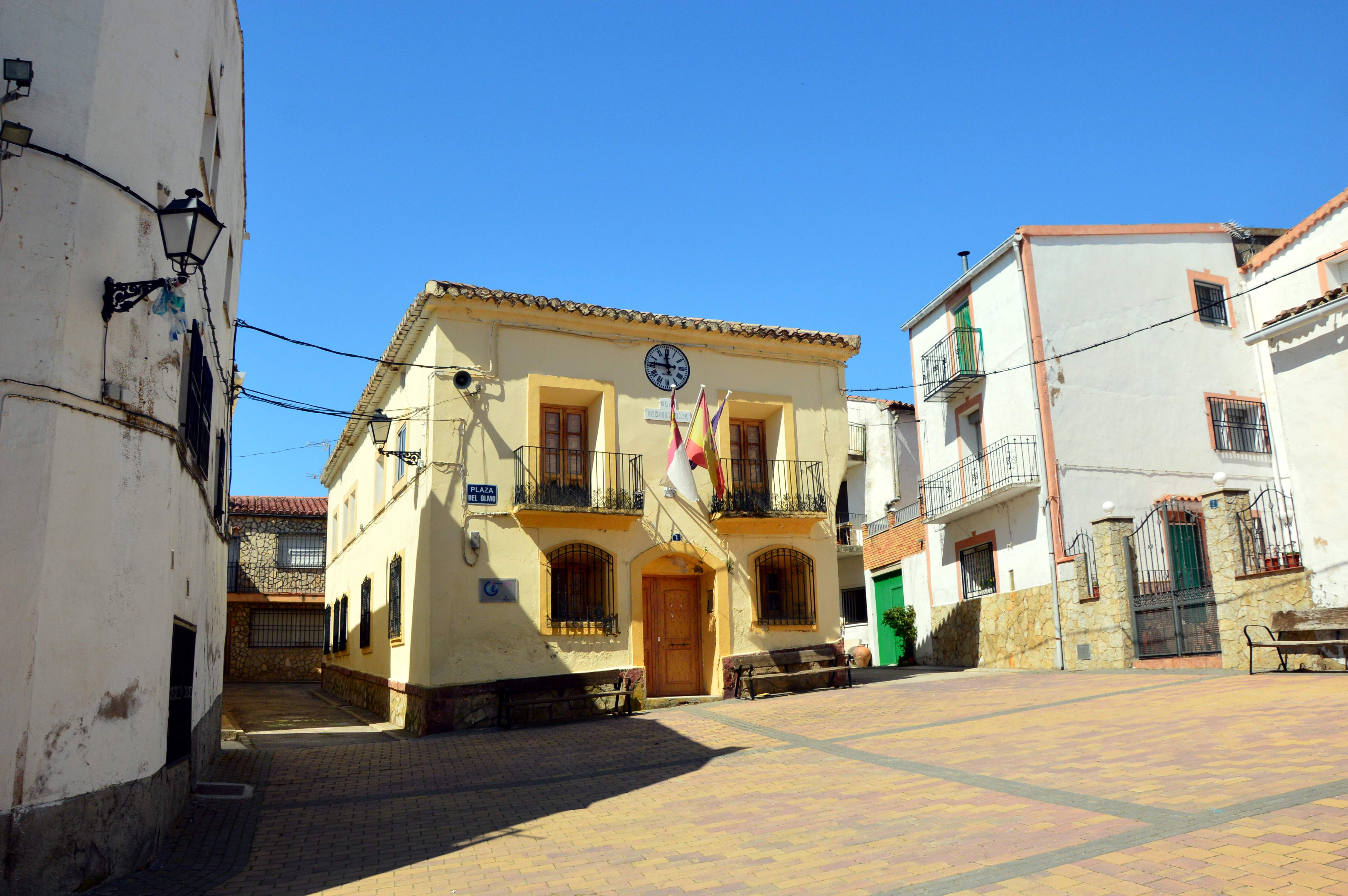
Rathaus

- Kirche Mariä Geburt
- Rathaus